# Sonate K. 40
Pour les articles homonymes, voir K40.
La sonate K. 40 (L.357) en ut mineur est une œuvre pour clavier du compositeur italien Domenico Scarlatti.

## Présentation
La sonate K. 40 en ut mineur est notée Minuetto, moderato. Elle fait partie des pièces publiées par Thomas Roseingrave en 1739.

La sonate est publiée comme numéro 29 de l'édition Roseingrave (Londres, 1739) avec les K. 31 à 42 ; une copie manuscrite est dans Vienne G 6.

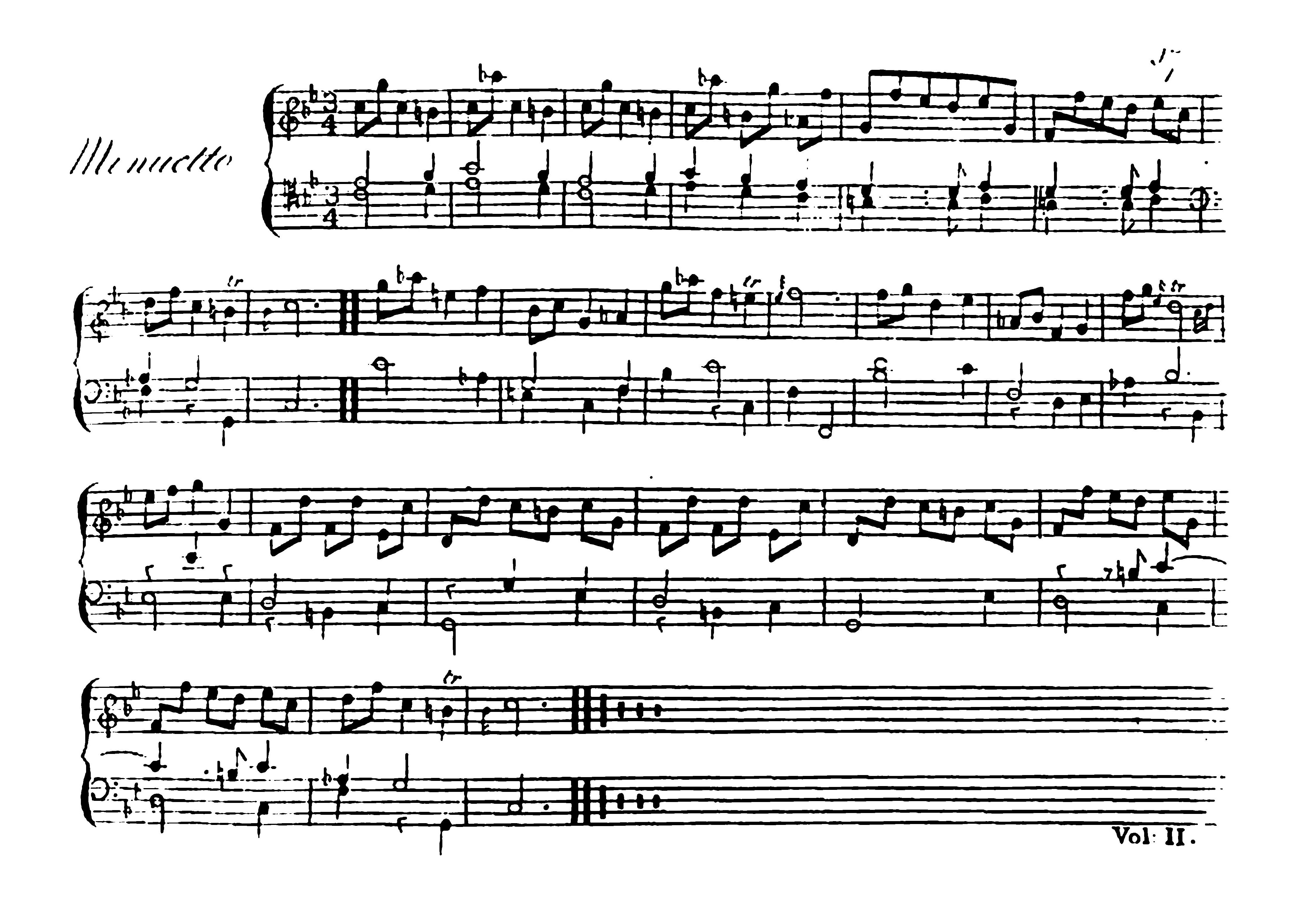
Édition Londres, 1739.
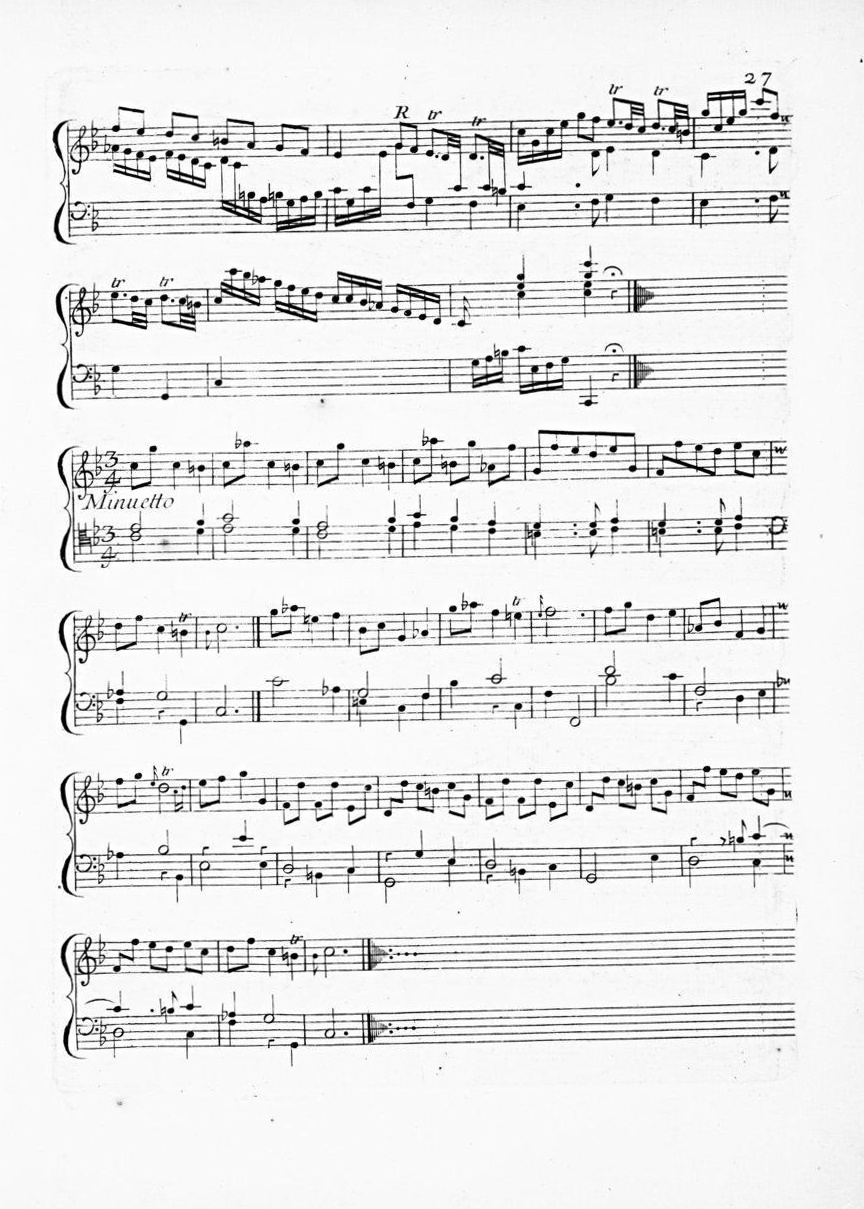
Édition Boivin, Paris vers 1742.

## Interprètes
La sonate K. 40 est défendue au piano notamment par Konstantin Scherbakov (2000, Naxos, vol. 7), Alice Ader (Fuga Libera) et Federico Colli (2019, Chandos, vol. 2) ; au clavecin par Scott Ross (1985, Erato) et Richard Lester (2007, Nimbus, vol. 7).

## Notes et références

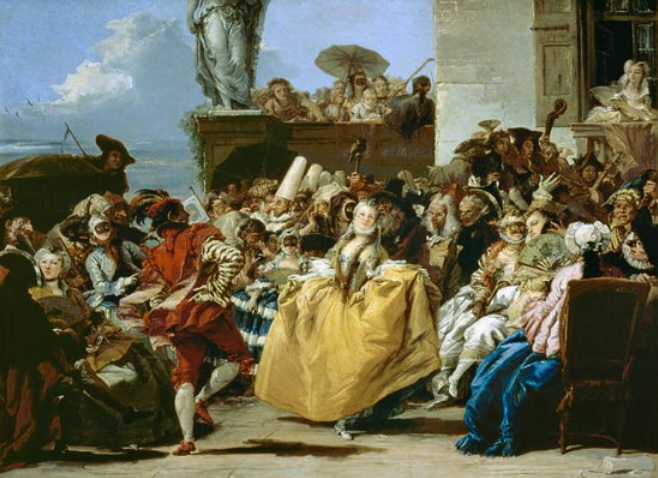
Giandomenico Tiepolo (1727–1804) : Scène de carnaval à Venise, ou le Menuet (1750).

## Sources
: document utilisé comme source pour la rédaction de cet article.
- Ralph Kirkpatrick (trad. de l'anglais par Dennis Collins), Domenico Scarlatti, Paris, Lattès, coll. « Musique et Musiciens », 1982 (1re éd. 1953 (en)), 493 p. (ISBN 978-2-7096-0118-4, OCLC 954954205, BNF 34689181).
- Alain de Chambure, « Domenico Scarlatti : Intégrale des sonates — Scott Ross », Erato (2564-62092-2), 1985 (OCLC 891183737) .